# جين ساندرز
جين ساندرز (بالإنجليزية: Gene Sanders)‏ هو لاعب كرة قدم أمريكية أمريكي، ولد في 10 نوفمبر 1956 في نيو أورلينز في الولايات المتحدة.

## وصلات خارجية
- جين ساندرز على موقع مرجع كرة القدم المحترفة.كوم (الإنجليزية)